# Erin Brockovich
|  | No s'ha de confondre amb Erin Brockovich (pel·lícula). |

Erin Brockovich-Ellis (nascuda Erin L. E. Pattee, Lawrence, Kansas, 22 de juny de 1960) és una autodidacta, esdevinguda jurista i activista del medi ambient, coneguda per haver revelat un assumpte de contaminació de les aigües potables a Hinkley, Califòrnia.
Malgrat una manca de formació en dret, aconsegueix fer-se contractar en un petit gabinet d'advocats i, intrigada per informes d'indemnitzacions immobiliàries creuats amb instàncies de cures mèdiques sobre les mateixes persones, investiga, descobreix causes probables de contaminació pel crom hexavalent a les aigües potables, instrueix l'informe dels centenars de víctimes i els fa obtenir una indemnització consegüent (333 milions de dòlars) de la societat Pacific Gas and Electric Company (PG&E) de Califòrnia el 1993.
La seva història és contada a la pel·lícula homònima dirigida per Steven Soderbergh l'any 1999, on és encarnada per Julia Roberts que obtingué un Oscar a la millor actriu per a aquest paper.
És llavors acollida en els mitjans de comunicació: Desafia America amb Erin Brockovich a la cadena ABC i Final Justice a Lifetime.
És actualment presidenta de Brockovich Research & Consulting i persegueix la instrucció d'assumptes similars.
Així, acaba de demanar a l'ambaixador dels Estats Units a Grècia que empenyi a la resolució del problema de la contaminació de l'Asop qui conté entre altres crom hexavalent.